# Bèrnia
Bèrnia és un grup de música valencià nascut l'any 2024. El grup està integrat exclusivament per dones que fan música en valencià que busquen un so distintiu i autèntic a través de la varietat instrumental: veus, guitarres, baix, teclats, bateria, percussions, vents i tot això combinat amb elements moderns com sintetitzadors i música electrònica.

## Història
Bèrnia va arrancar l'any 2024 malgrat les dificultats sobrevingudes per la gota freda del 29 d'octubre al País Valencià que va afectar la zona de l'Horta Sud, de la qual provenen la majoria de les seues integrants.
El grup valencià ha estat seleccionat per a participar al “Gran homenatge oficial d’Estellés” pel centenari del naixement del poeta burjassoter. Són la veu de les Trobades d’Escoles en Valencià de l'any 2025 amb el tema Paradís. Han actuat al Festival Feslloc i són les guanyadores del concurs del Festival de les Arts.
Degut a l’èxit dels seus primers temes i dels seus concerts, el grup Bèrnia a l’abril de 2025 ha publicat el seu primer disc Amb el cor plenet que dona inici a un nou directe per a la seua gira 2025, que ja compta amb més de 30 concerts. Un show d’una hora de duració on es combinen composicions pròpies amb alguna versió reinterpretada amb el seu segell personal. Aquest nou directe destaca per la potència sonora i una posada en escena dinàmica.

## Discografia

### Àlbums[7]
Amb el cor plenet  (2025, Ramoneti Garcia)

### Senzills
- Amants
- Viatge a la Moon
- Quan el cel es tanca
- Paradís
- Addicta a tu
- La gent amb caliu
- Amb el cor plenet
- L'últim ball